# Alexander Dennis
Alexander Dennis, voluit: Alexander Dennis Ltd, is een Britse busfabrikant gevestigd in Larbert, Schotland. De onderneming is sinds 2019 onderdeel van de NFI Group, een Canadese multinational in de autobusindustrie. Het bedrijf beschikt over fabrieken en heeft samenwerkingsovereenkomsten met partijen in het Verenigd Koninkrijk, Canada, China, Hongkong, Maleisië, Singapore, Zuid-Afrika, Nieuw-Zeeland, de Verenigde Staten en enkele andere Europese landen.

## Geschiedenis

### TransBus

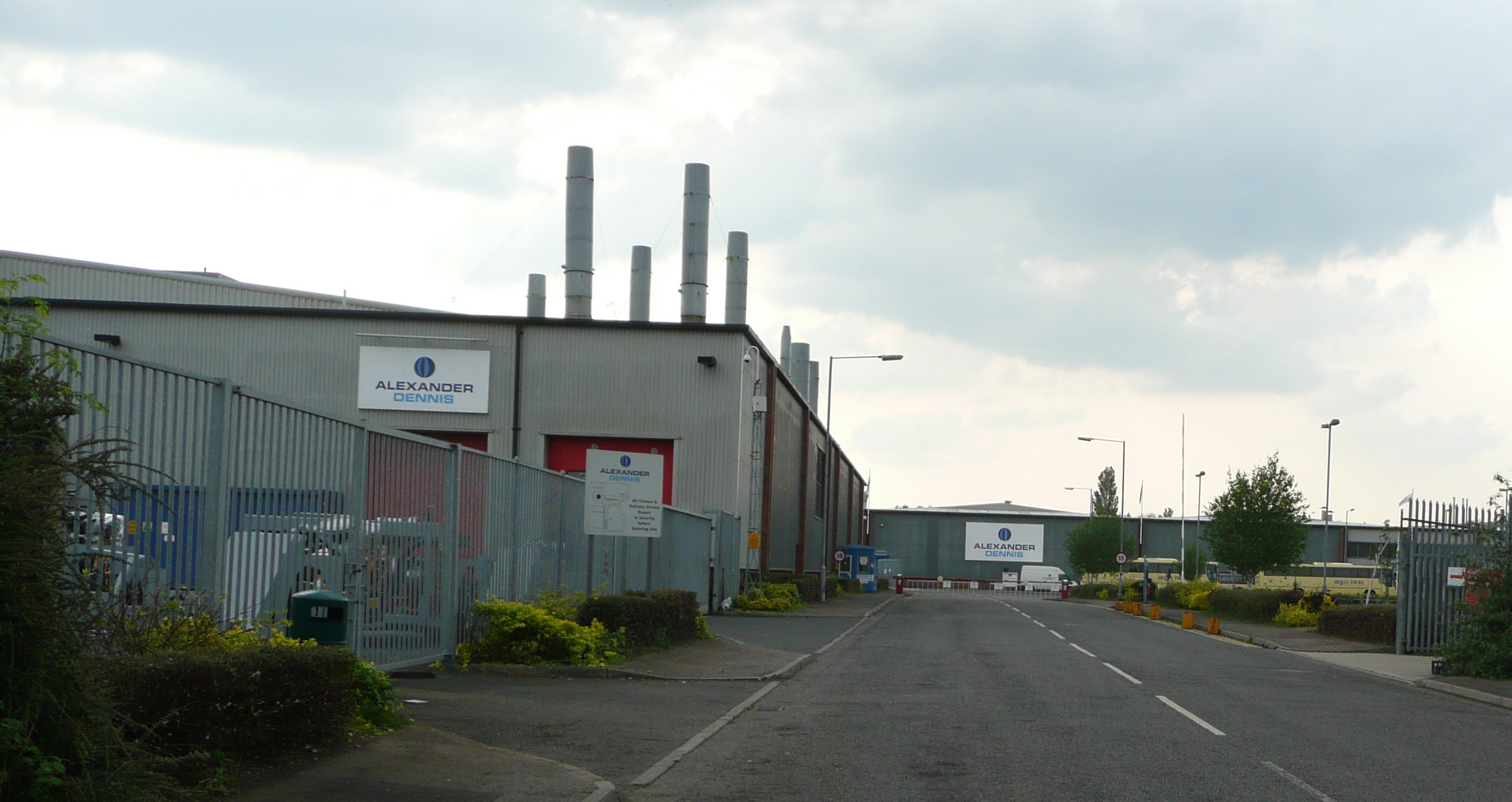
Voormalige Alexander Dennis-chassisfabriek in Guildford

In augustus 1995 nam het bedrijf Mayflower Corporation de Schotse busfabrikant Walter Alexander over, in oktober 1998 gevolgd door de Britse busfabrikant Dennis Bus. In 2000 gingen Mayflower en Henlys Group een joint venture aan met Alexander, Dennis en Plaxton onder de naam TransBus International. Ten tijde van de joint venture waren er tezamen 3300 werknemers in dienst.
De Plaxton-fabriek in Scarborough werd in 2001 met sluiting bedreigd. Door de MKZ-crisis van 2001 zou het toerisme zijn afgenomen, waardoor de fabriek te weinig bestellingen binnenkreeg. Door de sluiting zouden er 700 banen op het spel staan. De minibusproductie werd verplaatst naar de voormalige Walter Alexander-fabriek in Falkirk. Uiteindelijk werd sluiting voorkomen, maar gingen er wel 500 banen verloren.
Mayflower was in 1999 nog £ 700 miljoen waard, maar in maart 2004 nog slechts £ 22 miljoen. In april 2004 werd Mayflower onder bewind geplaatst na door HSBC beschuldigd te zijn van het vervalsen van cruciale bedrijfspapieren en betalingen, met name het dubbel berekenen van de omzet. Kort daarop werd ook TransBus onder bewind geplaatst.

### Alexander Dennis
In mei 2004 werd Plaxton weer verzelfstandigd en verkocht aan managers Brian Davidson en Mike Keane, met de hulp van een private partner.
Een groep Schotse investeerders, te weten Noble Grossart, David Murray, Brian Souter en Ann Gloag, kochten Alexander en Dennis over. De  fabriek in Belfast werd echter niet overgenomen.
In mei 2007 nam Alexander Dennis busfabrikant Plaxton over.
In oktober 2008 tekende Alexander Dennis een contract met ElDorado National om de Enviro500-bus te produceren voor de Amerikaanse markt. In 2011 tekende Alexander Dennis een contract met Kiwi Bus Builders om producten voor de Nieuw-Zeelandse markt te produceren.
In mei 2012 kondigden Alexander Dennis en NFI Group een joint-venture aan om een lagevloermidibus (een kortere bus met minder capaciteit voor rustiger lijnen) op de Noord-Amerikaanse markt te brengen. De bus werd uitgebracht onder de naam New Flyer MiDi en was gebaseerd op het ontwerp van de reeds bestaande Alexander Dennis Enviro200. Alexander Dennis bouwde het chassis en voerde tests uit; New Flyer bouwde de MiDi af en zorgde tevens voor de marketing. Uiteindelijk zijn er ruim 200 bussen gebouwd voor 22 vervoerders in Canada en de VS. In mei 2017 kondigden New Flyer en Alexander Dennis de samenwerking stop te zetten en de productie van de MiDi over te hevelen naar de nieuwe Noord-Amerikaanse fabriekshal van Alexander Dennis in Indiana.
In juni 2012 nam Alexander Dennis de Australische chassisfabrikant Custom Coaches over. In mei 2014 werd Custom Coaches echter onder bewind geplaatst en verkocht aan een consortium, aangevoerd door de voormalige eigenaar.

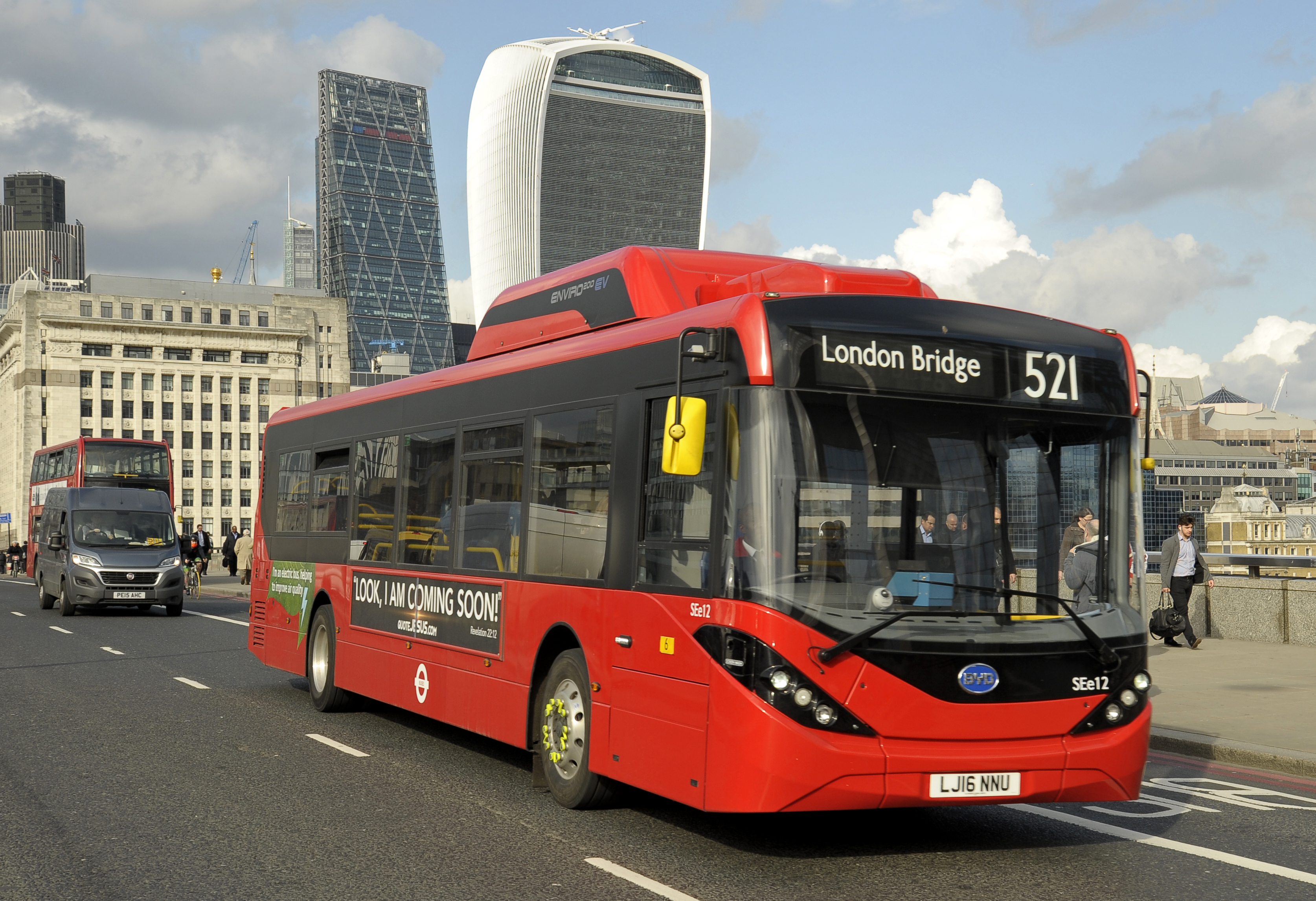
Elektrische Enviro200 op basis van BYD-chassis in Londen

In 2015 opende Alexander Dennis een assemblagefabriek in Vaughan, Ontario om bestellingen van vervoerder Metrolinx te assembleren. In oktober 2015 tekende Alexander Dennis een contract met de Chinese auto- en busfabrikant BYD om elektrische bussen te gaan bouwen. Sinds 2021 produceert Alexander Dennis geheel eigen elektrische bussen.

### NFI Group
In mei 2019 nam de Canadese multinational NFI Group (moederbedrijf van onder andere busfabrikant New Flyer) Alexander Dennis over voor 408 miljoen dollar.
In augustus 2020 kondigde Alexander Dennis aan om als gevolg van de coronapandemie 650 banen in het Verenigd Koninkrijk te schrappen, onder meer in de fabrieken in Falkirk, Scarborough en Guildford. De chassisproductie werd verplaatst van Guildford naar Falkirk.
In juni 2021 opende Alexander Dennis een kantoor en fabriek in Ballymena, Noord-Ierland. De aankondiging werd door lokale media omschreven als "een enorme ondersteuning in de economische groei van de regio".
In juli 2021 kondigde Alexander Dennis aan om een nieuw kantoor en museum te openen in Farnborough, Hampshire genaamd Trident House. De opening hiervan zal anno 2022 plaatsvinden. Daarnaast kondigde Alexander Dennis aan een samenwerking aan te gaan met het Australische Nexport, een leverancier van onderdelen voor elektrische bussen. Zij gaan vanaf 2022 samen bussen bouwen voor de Australische markt.
In april 2022 begon Alexander Dennis met het testen van een autonome versie van de Alexander Dennis Enviro200 MMC. De testritten vonden plaats op buslijnen van Stagecoach Group in Schotland.

## Producten

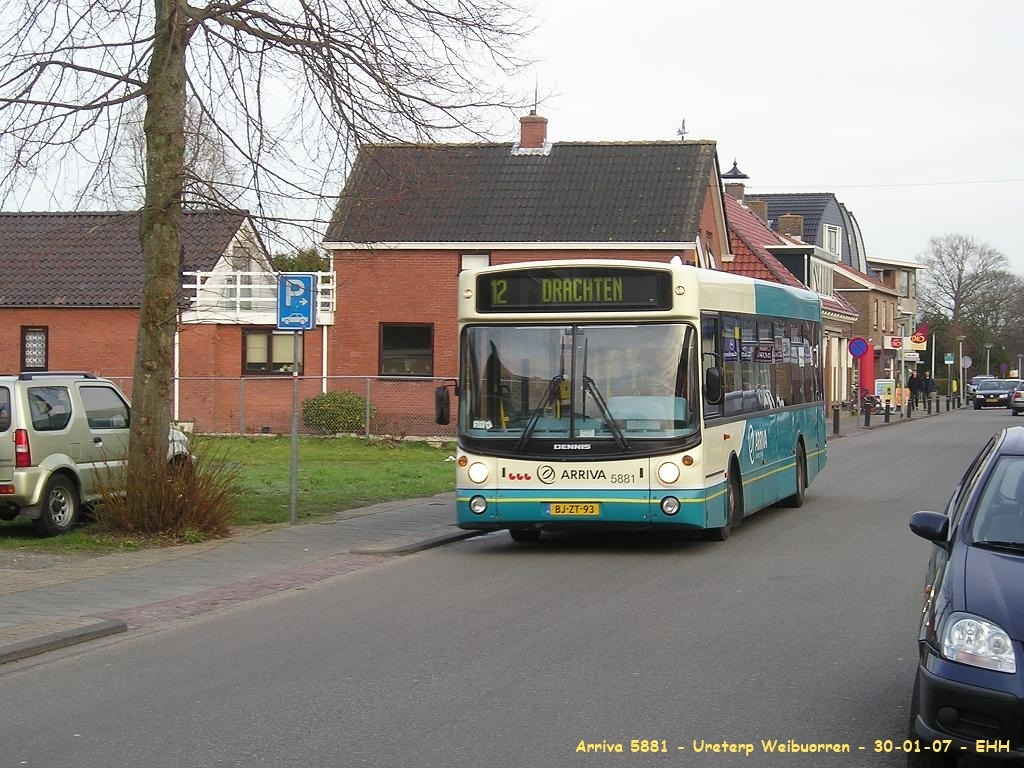
Dennis Dart (Alexander ALX200) van Arriva Personenvervoer Nederland

Het bedrijf produceert complete bussen, alsook brandweerwagens en vuilniswagens. Een van de best verkopende bussen in het Verenigd Koninkrijk is het Dennis Dart ALX200/300-chassis. De dubbeldekkervariant Dennis Trident ALX400/500 was jarenlang het meest voorkomende bustype bij de vervoerders die voor Transport for London rijden en rijdt ook bij Dublin Bus. Het grootste deel is in dienst bij Arriva en Stagecoach. Ook de opvolger Enviro, als zelfdragende ADL-bus of op Scania-chassis, is in zowel enkel- als dubbeldeksversie een wijdverbreid model.
Op het Dennis Dart-chassis werden verscheidene carrosserieën gebouwd, waaronder de Alexander ALX200, alsook een serie voor de Nederlandse tak van Arriva. Deze bussen werden in 2001 afgeleverd, maar werden al vanaf 2008 afgevoerd en geëxporteerd naar Arriva-vestigingen in andere Europese landen. In Nederland werd dit bustype meestal kortweg Dennis genoemd omdat alle types op het Dennis Dart SLF-chassis waren gebouwd. In het Verenigd Koninkrijk zijn er echter ook bussen van dit type op basis van een Volvo- of MAN-chassis.

### Dieselbussen

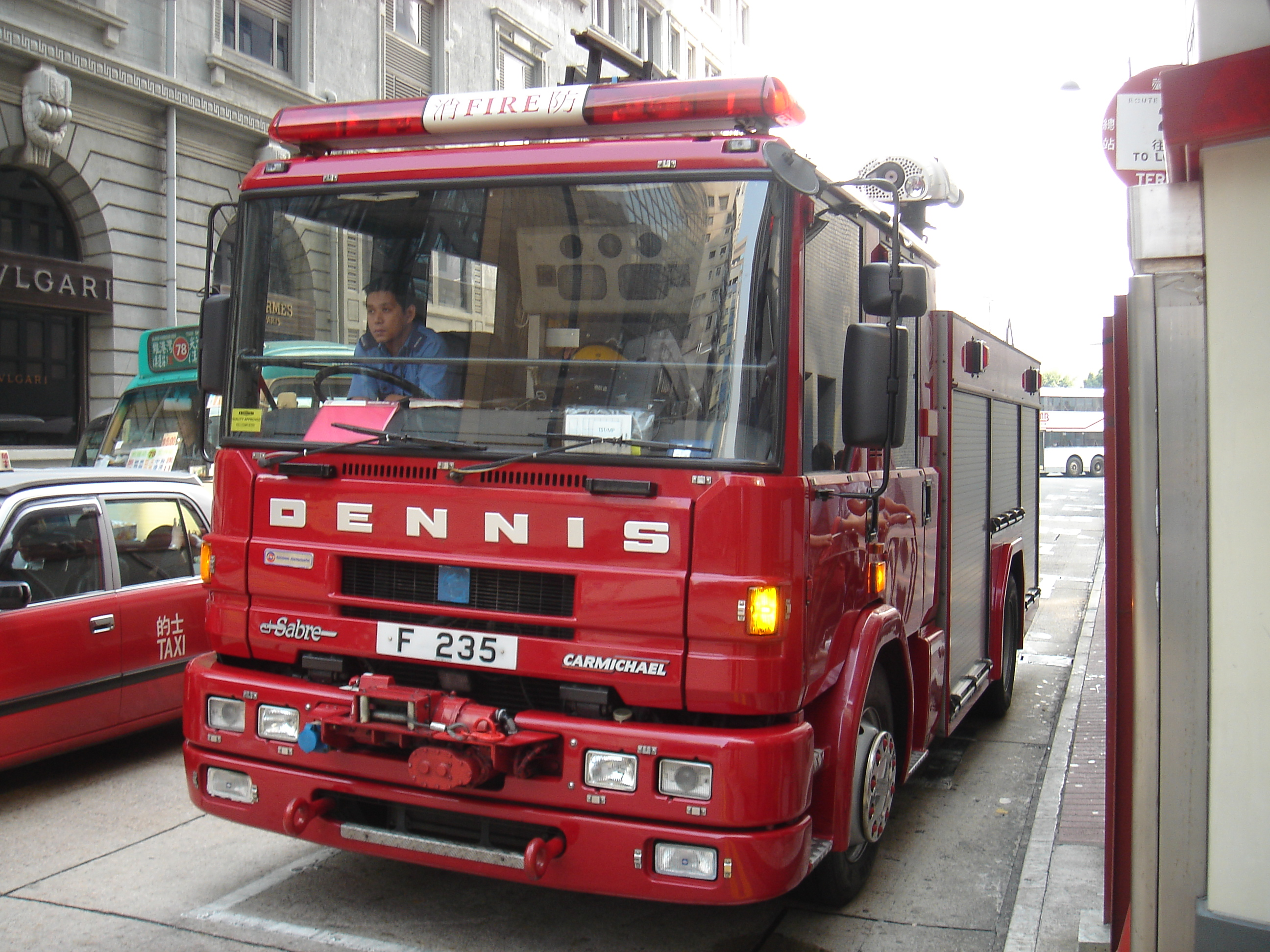
Dennis Sabre-brandweerwagen van de Hongkongse brandweer

- Enviro200MMC (2015–heden)
- Enviro400MMC (2014–heden)
- Enviro500MMC (2012–heden)

### Chassis
- Enviro400 City (2015-heden)

### Brandweerwagens
- Sabre
- Rapier
- Dagger
- RS/SS
- DS
- DFS

## Galerij

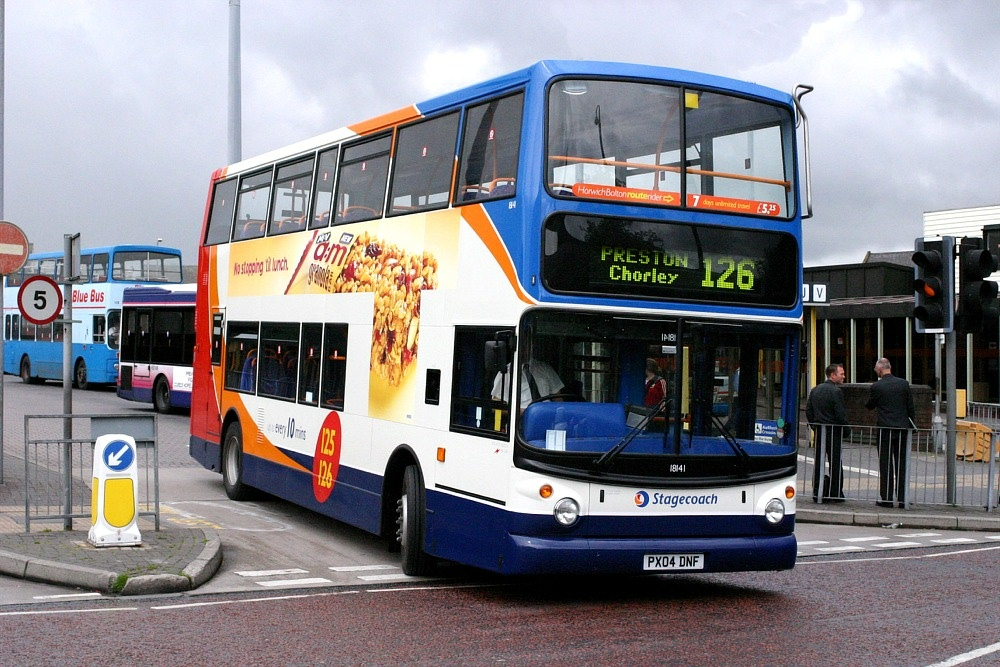
Dennis Trident ALX400 van Stagecoach in Bolton
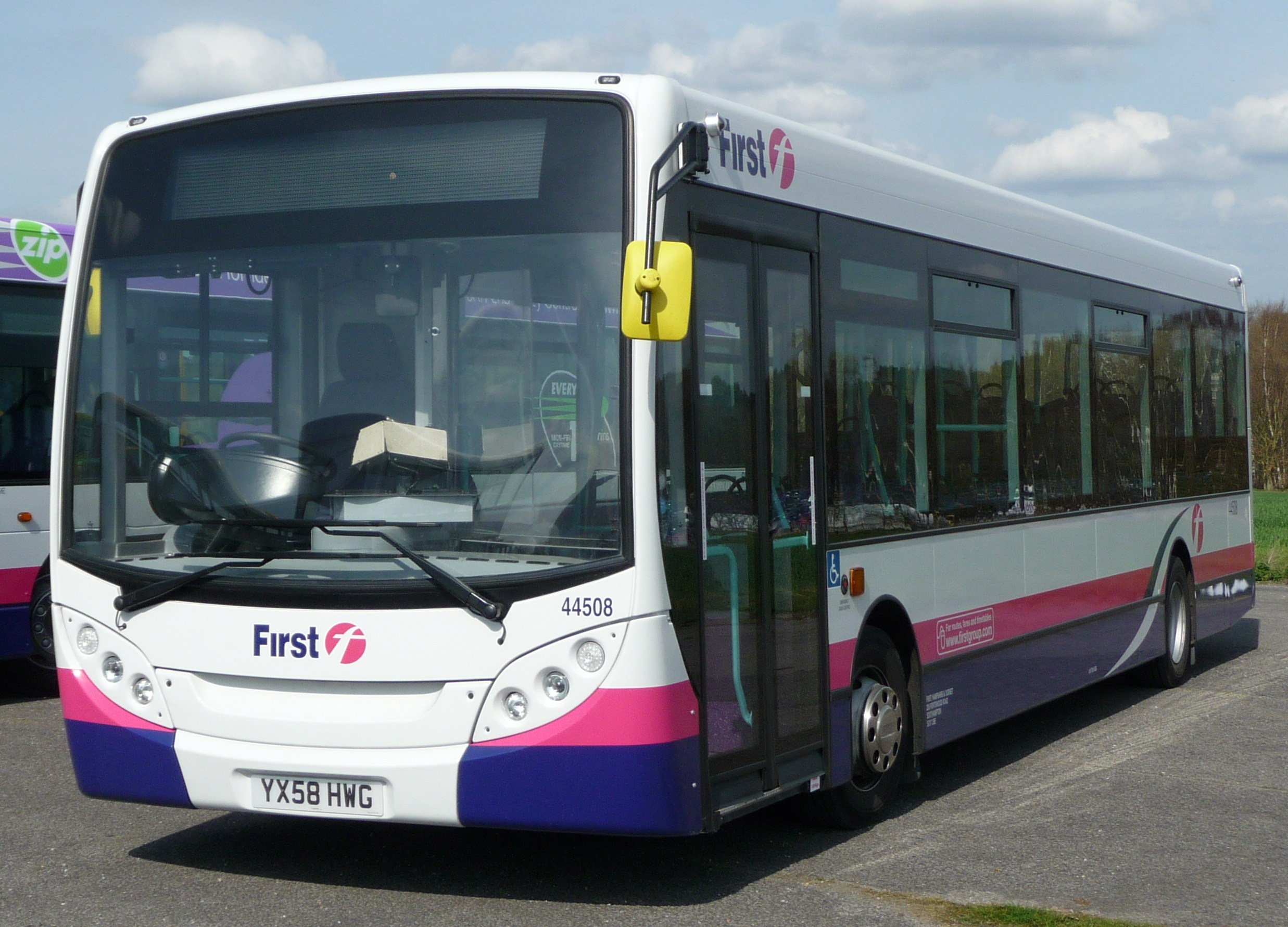
Enviro 200 van First Hampshire & Dorset (april 2009)
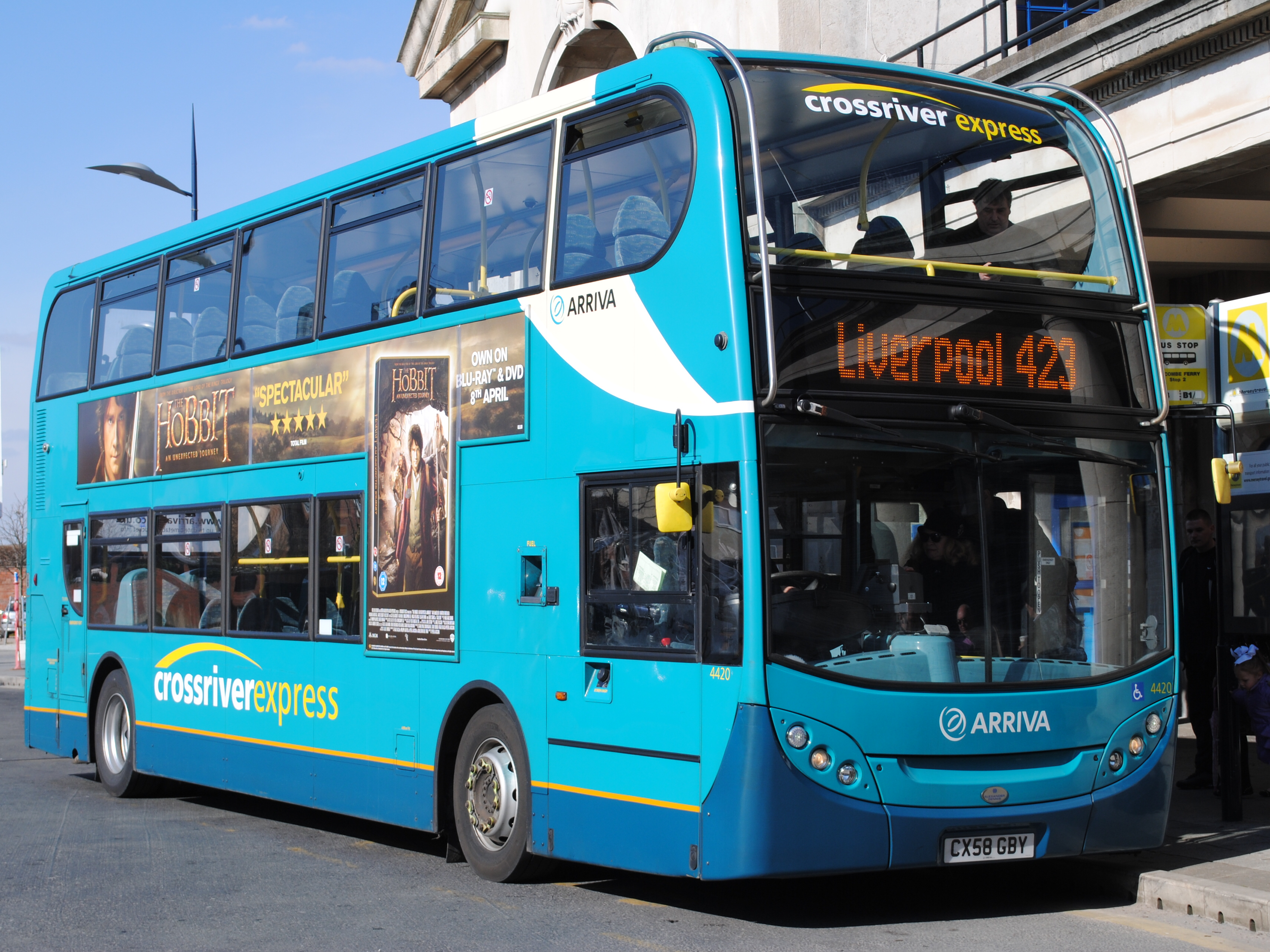
Enviro400 van Arriva North West in Liverpool (maart 2013)
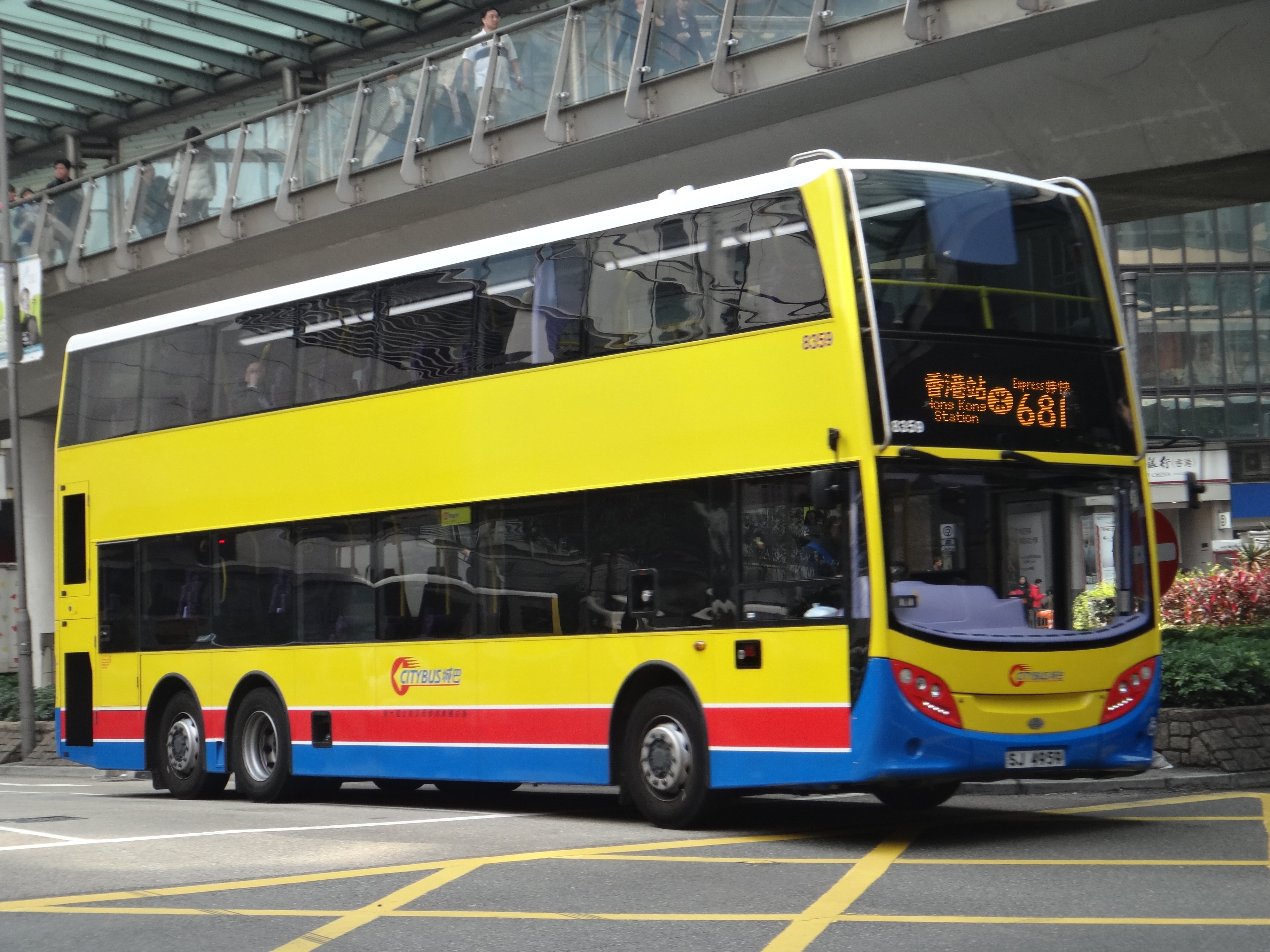
Enviro500 MMC van Citybus in Hong Kong (januari 2014)
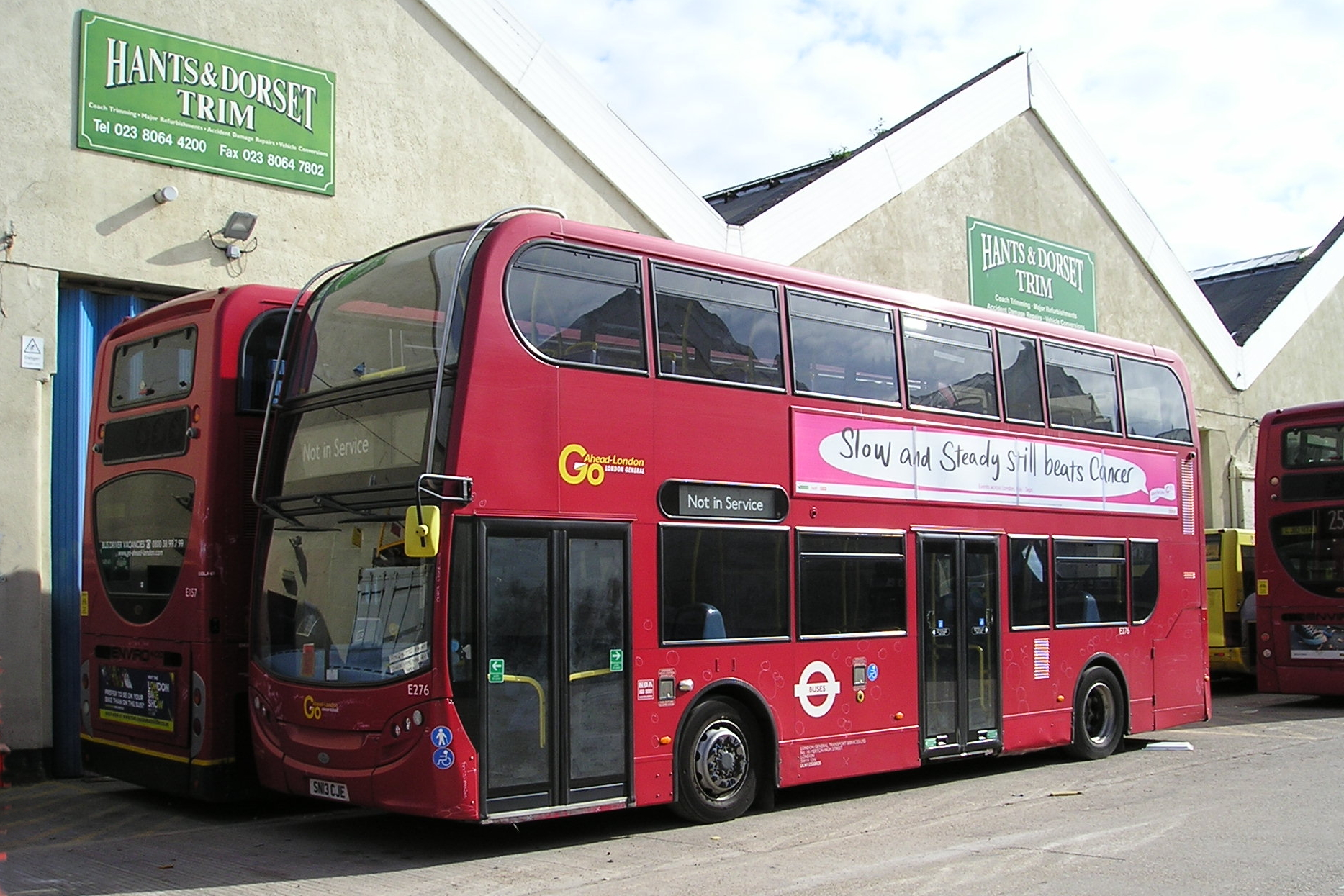
E40D van Go-Ahead London
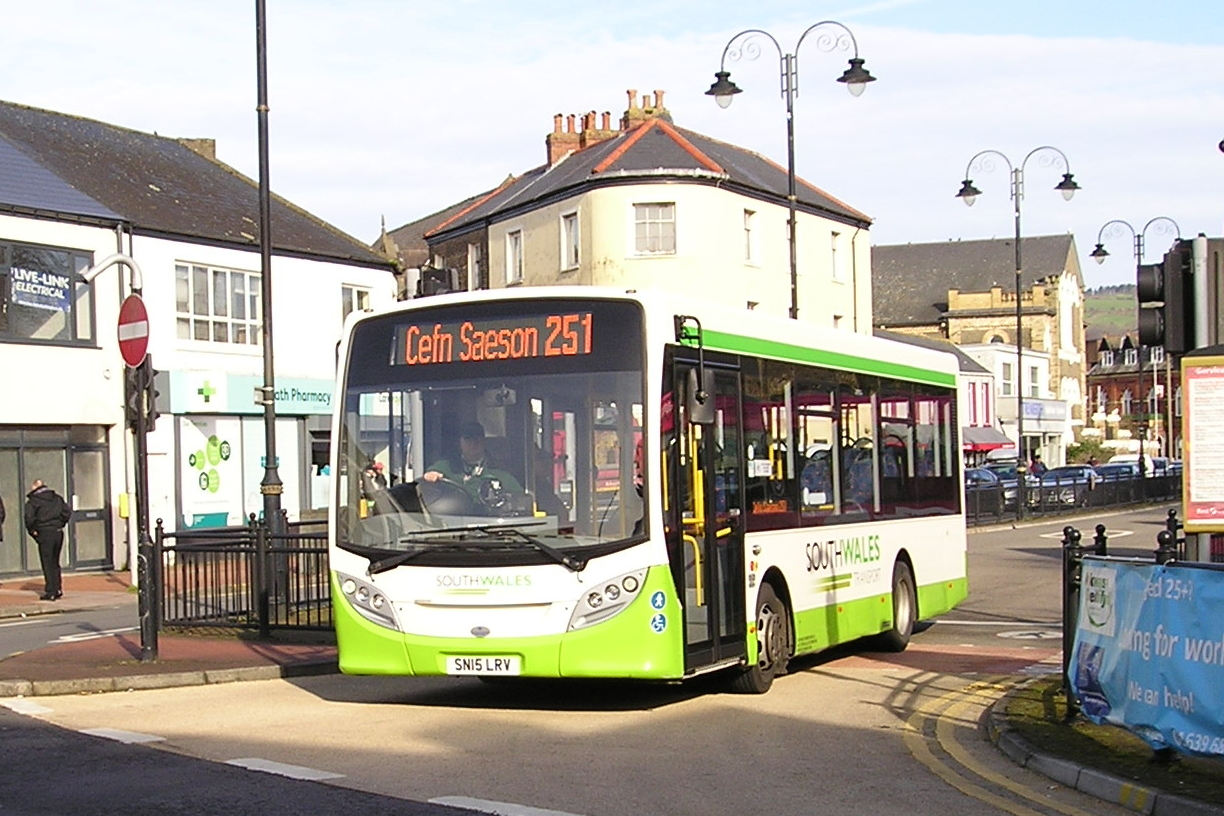
E20D van South Wales Transport in Neath, Wales
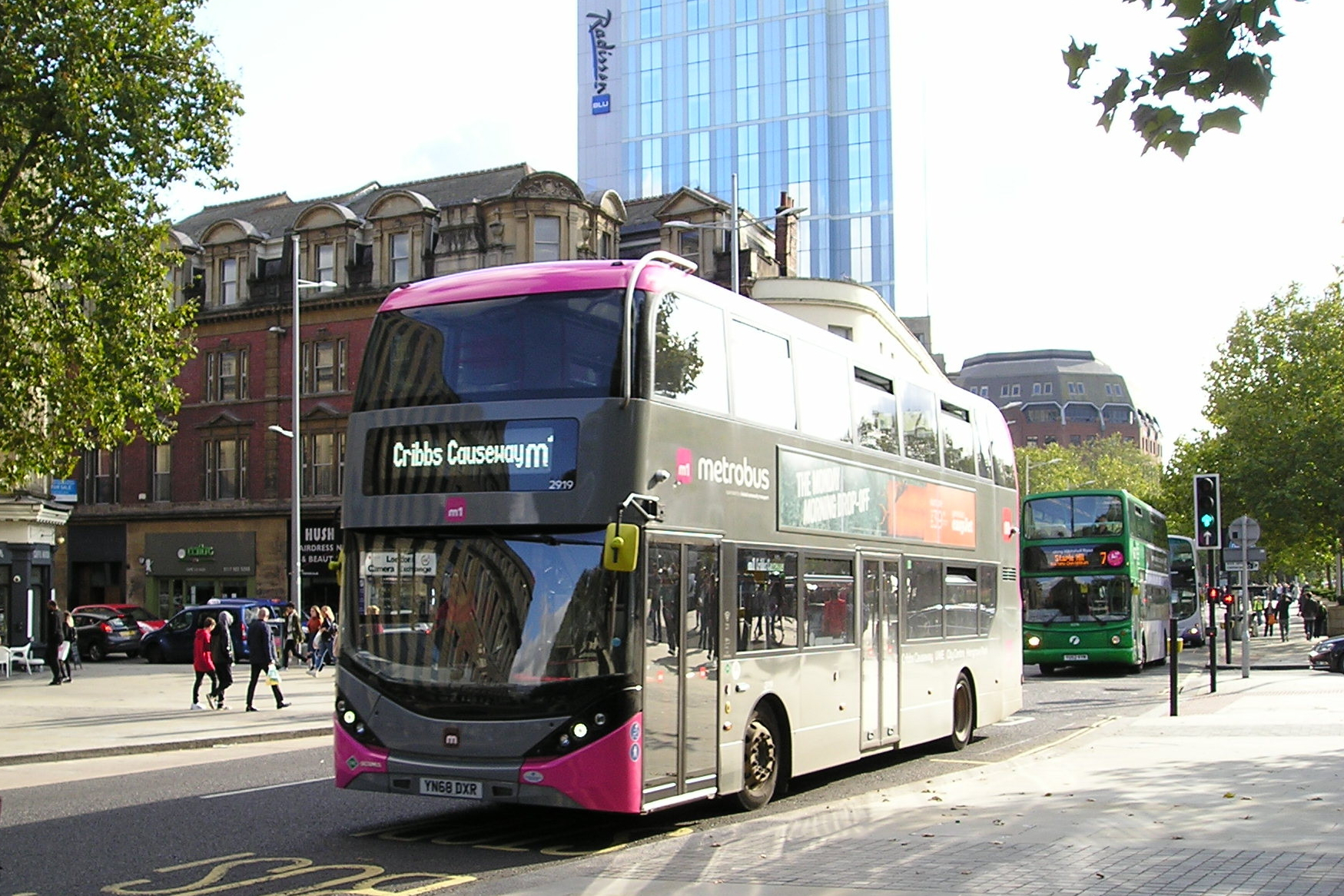
Scania N280UD op basis van Alexander Dennis-chassis in Bristol